# Colibrí amazília costaner
El colibrí amazília de costa (Amazilis amazilia) és una espècie d'ocell de la subfamília dels troquilins (Trochilinae) dins la família dels troquílids (Trochilidae) i única espècie del gènere Amazilis Gray, GR, 1855.

## Hàbitat i distribució
Hbita garrigues, boscos oberts i ciutats de les terres baixes del Pacífic a l'oest de l'Equador i el Perú.

## Taxonomia
Fins fa poc era considerat un membre del gènere Amazilia però estudis moleculars recents van propiciar la inclusió al monotípc gènere Amazilis.
Es classifica en 6 subespècies:
- A. a. alticola (Gould, 1860), del sud de l'Equador.
- A. a. azuay (Krabbe et Ridgely, 2010), del sud-oest de l'Equador.
- A. a. dumerilii (Lesson, R, 1832), de l'oest de l'Equador i nord-oest de Perú.
- A. a. leucophoea (Reichenbach, 1854), del nord-oest de Perú.
- A. a. amazilia (Lesson, R, et Garnot, 1827), de l'oest de Perú.
- A. a. caeruleigularis (Carriker, 1933), del sud-oest de Perú.

Les dues primeres subespècies, han estat separades en una espècie diferent per alguns autors: colibrí amazília de Loja (Amazilia alticola).